# فرانكي لي (مغني)
فرانكي لي (بالإنجليزية: Frankie Lee)‏ هو مغني وكاتب أغاني أمريكي، ولد في 29 أبريل 1941 في مارت في الولايات المتحدة، وتوفي في 24 أبريل 2015 في ساكرامنتو في الولايات المتحدة.